# Lo más sublime
Lo más sublime o Respetad los señores maestros (Il più sublime o Rispetto per gli insegnanti) è un film muto catalano del 1927 scritto e diretto da Enrique Ponsa e prodotto da E.L.A. Produzioni di Barcellona.
Il film drammatico, interpretato da un gruppo di imprenditori, contiene immagini inedite della Costa Brava del 1927, principalmente della cittadina di Blanes. Il film riprende le preoccupazioni sociali dell'epoca incorporando una visione anarchica di bisogno educativo.

## Trama
A San Cebrian, una città costiera, Rosa aspettava il ritorno dalla pesca del suo marito Giovanni, con la sua figlia Nuria e il suo figlioccio Sardinilla. Gli amici di famiglia, Antonio e Rosita, e Sardinilla, decidono di cercare un tesoro con l'aiuto di una mappa di Rosita. Tomas e Andres cercano con l'inganno di sottrarre la mappa a Rosita. Oltre a mirare a Rosita, Antonio diventa vittima dell'avidità di Tomas. Ma dopo essere stato ferito Antonio torna in pista.

### Commento
Il film si concentra su una tesi moralizzatrice dell'epoca, imponendo uno stereotipo di ciò che bene o male per l'individuo, principalmente attraverso due capisaldi : 1) il Matrimonio, la lealtà e la fedeltà e in contrappunto 2) l'Ipocrisia, la violenza e l'abuso. Il film introduce una delle prime riprese in "close-up", si concentra sui volti degli attori e usa il monocromatismo al fine di enfatizzare le scene: grigio scuro per identificare i personaggi malvagi, grigio chiaro per i personaggi buoni, il rossastro per enfatizzare la violenza e il blu per la tranquillità.

## Produzione

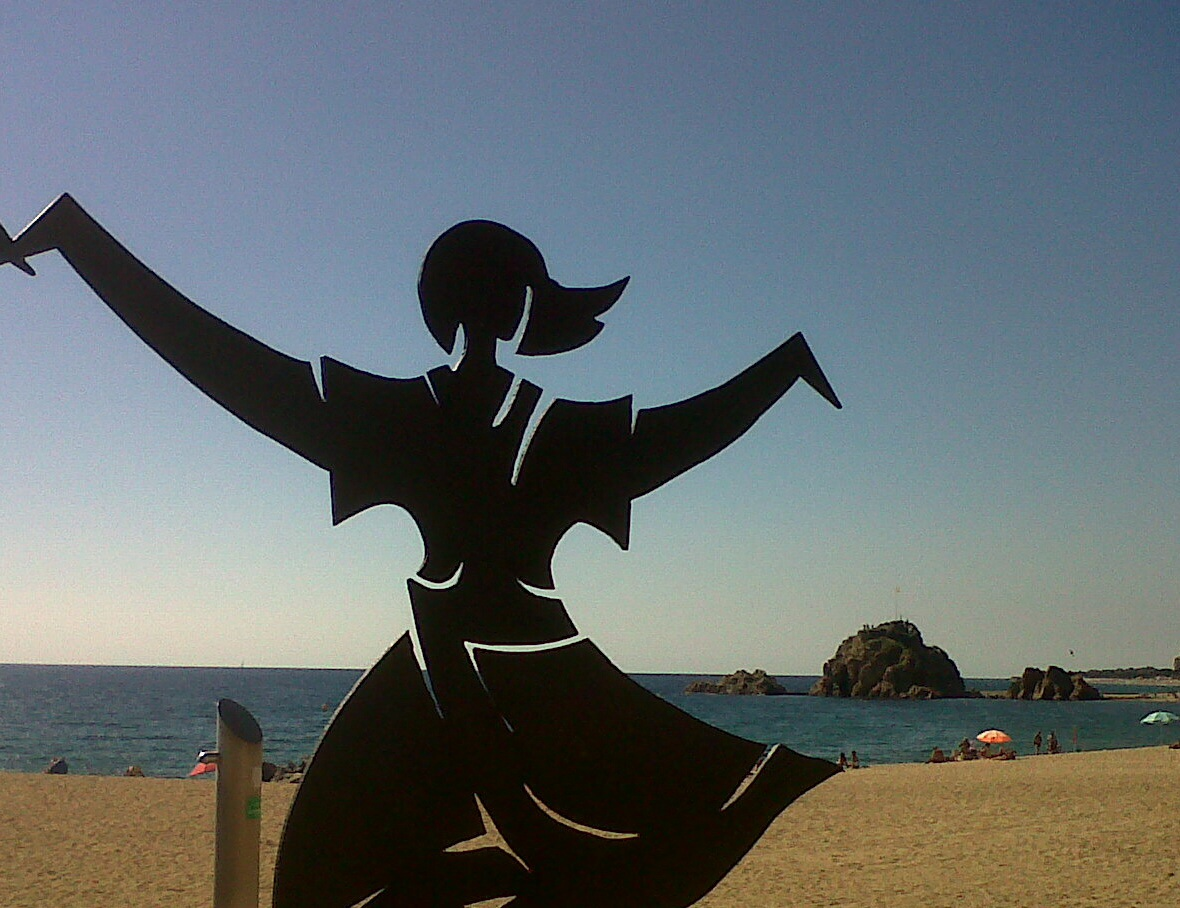
Scultura di donna "Al Sardanista" a Sa Palomera.

Il film venne realizzato da E.LA. Produzioni, una società, per l'epoca, di nuova creazione, l'unico film che ha prodotto. Llorenç Arché Codina fu uno dei produttori, con Enric Ponsa come direttore, Antonio Burgos come decoratore e Josep Maria Casals Tarragó come produttore esecutivo e attore.

### Costa Brava
Il film venne girato negli anni Venti, quando il paesaggio della Costa Brava fu oggetto dell'interesse di alcuni registi dell'epoca. Insieme alla pellicola, "Lo más sublime", venne girato in loco : "Lilian" (1921), "Entre Marinos" (1920), "El Mistic" (1926), "Baixant de la font del gat" (1927), etc. Gli esterni vennero girati nella cittadina di Blanes, e la costa, tra Blanes, Lloret de Mar e Tossa de Mar. Il film offre all'inizio una visione panoramica di San Cebrian di Blanes dalla roccia Sa Palomera, considerato geograficamente l'inizio della Costa Brava.

## Distribuzione
Il 20 settembre 1927  venne sottoposto ad un test di post-produzione per verificare la necessità di rimuovere alcune scene, prima di presentarlo al pubblico. Con questi cambiamenti previsti, la pellicola ebbe un grande successo sia in Spagna che all'estero.
Nel 1992, una copia del film, conservata su supporto in nitrocellulosa originale venne recuperato dalla Cineteca della Catalogna e trasferito su un supporto più moderno. Il 31 gennaio 1994 "Lo más sublime" venne proiettato, per la prima volta dopo essere stato restaurato, anche grazie al contributo del distributore catalano Mundial Film, nel Cine Alcazar di Barcellona, con l'accompagnamento al pianoforte di Joan Pineda, in coincidenza con l'inaugurazione della mostra di materiale pubblicitario, del decennio 1925-1936.

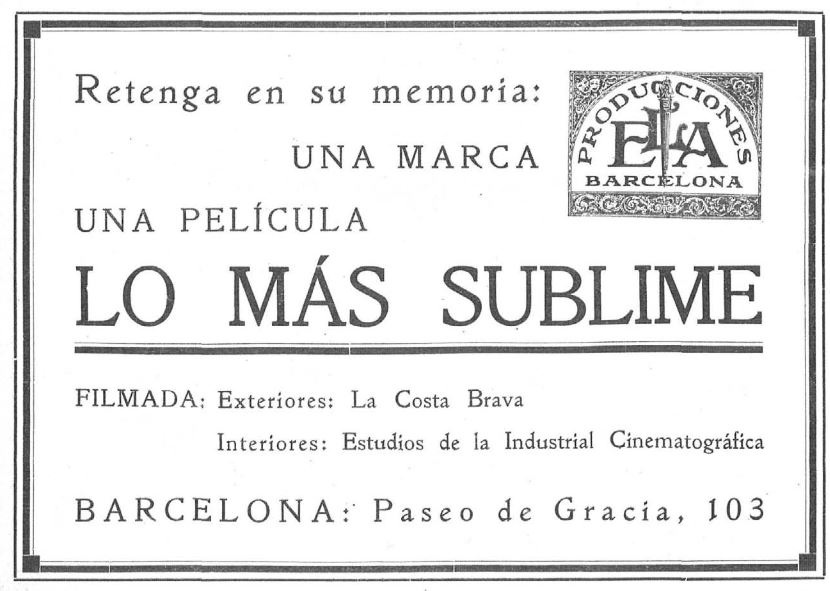
Pubblicità nella rivista Popular Film 21 luglio 1927
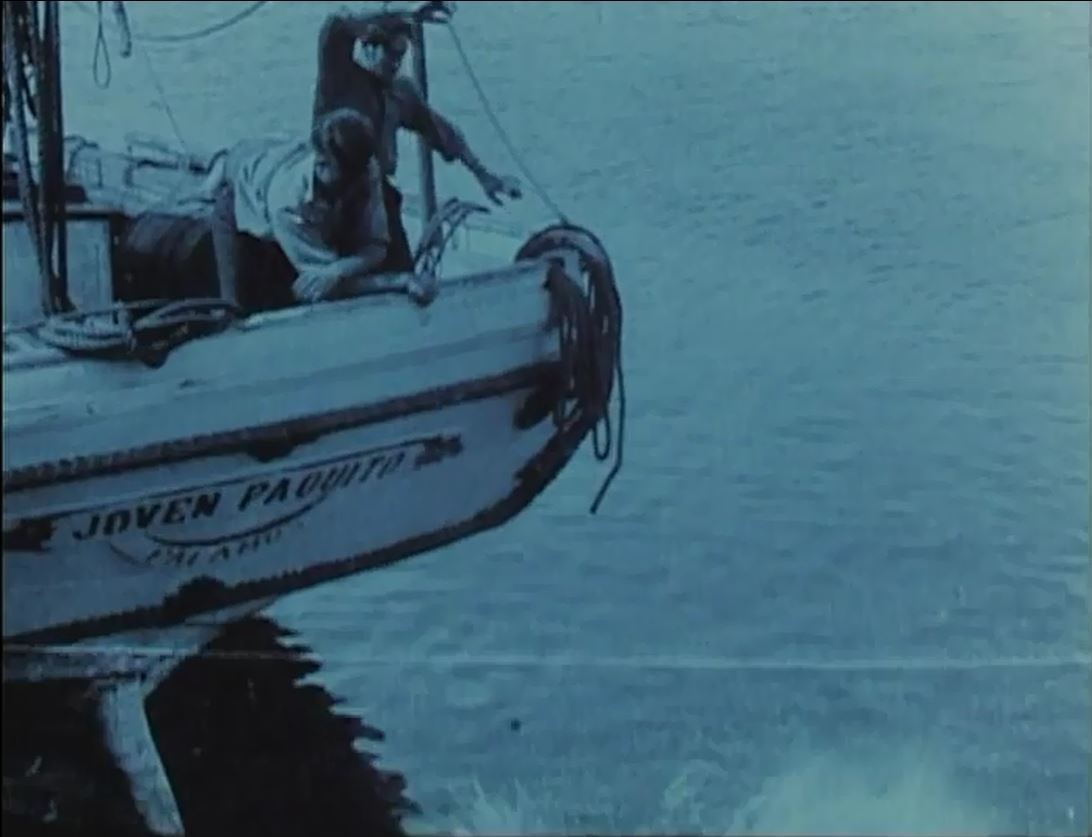
La poppa della scuna